# Xã Amity, Quận Page, Iowa
Xã Amity (tiếng Anh: Amity Township) là một xã thuộc quận Page, tiểu bang Iowa, Hoa Kỳ. Năm 2010, dân số của xã này là 430 người.